# Tencent

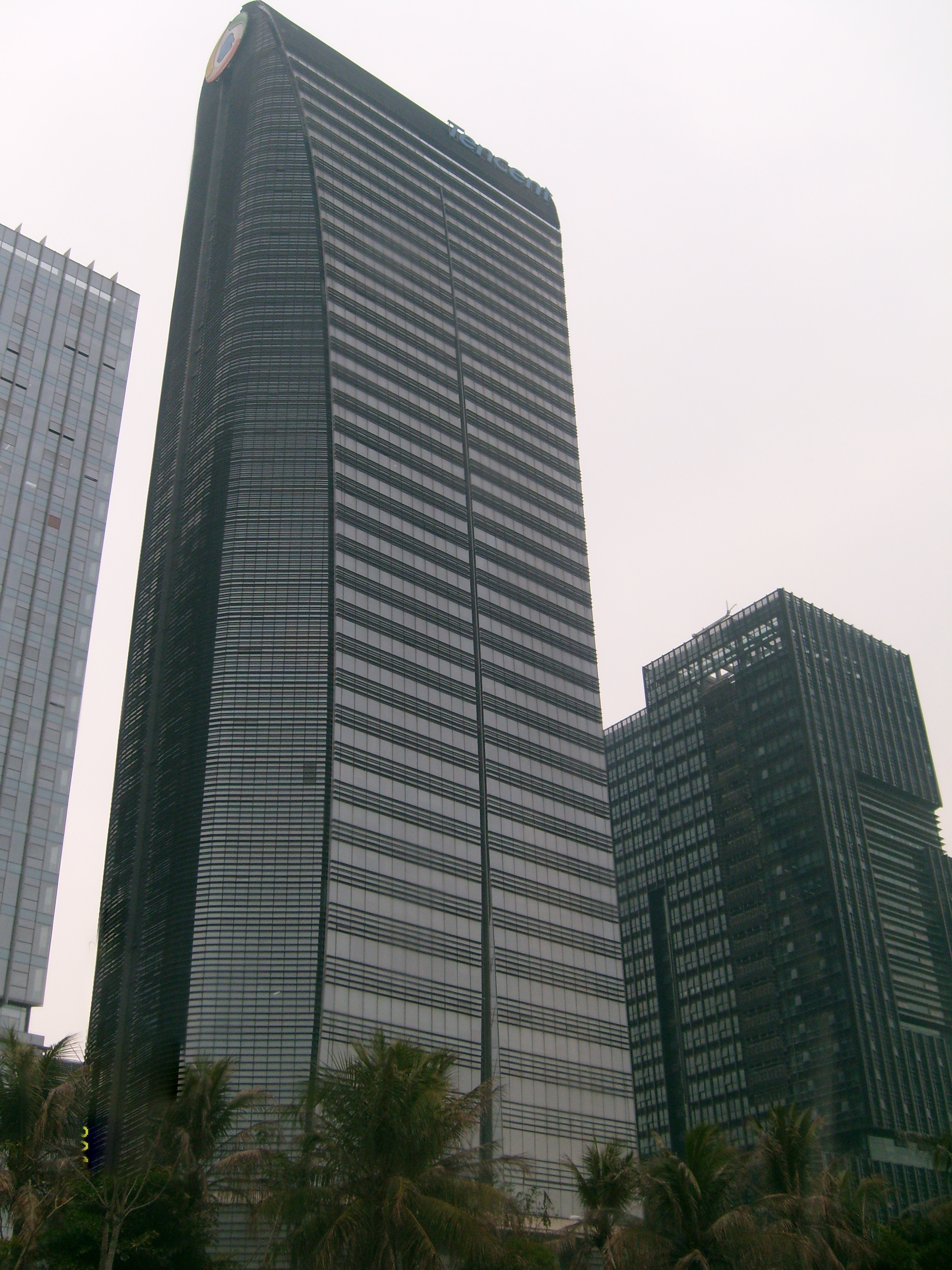
La Tencent Tower, qui abrite le siège de Tencent.

Tencent Holdings Limited est une entreprise créée en 1998, spécialisée dans les services internet et mobiles, jeux vidéo, ainsi que la publicité en ligne. Son siège se situe dans zone économique spéciale de Shenzhen (à proximité immédiate de Hong Kong où l'entreprise est cotée), dans le district de Nanshan, en république populaire de Chine. 
Les services de Tencent incluent des réseaux sociaux, des portails web, de commerce en ligne et des jeux en ligne multijoueur. Il gère ainsi le service de messagerie instantanée Tencent QQ,, opère l’un des plus importants portails web en Chine, QQ.com, ainsi que l'application de messagerie instantanée WeChat.
Au 31 décembre 2010, il y avait 647,6 millions de comptes de messagerie instantanée Tencent QQ actifs, ce qui faisait à l'époque de Tencent QQ, et compte tenu de l'importance de la population chinoise, la plus large communauté en ligne du monde. Le nombre de comptes QQ connectés simultanément a parfois excédé 200 millions.

## Nom
Le nom chinois de l'entreprise est 腾讯 (pinyin téng xùn), ce qui signifie « message au galop ». Le caractère 腾 (téng, « galoper ») fait partie du prénom de Ma Huateng (马 化腾), fondateur de l'entreprise.
Le nom anglais Tencent est une translittération approximative de la sonorité du nom chinois, selon une pratique assez courante (c'est ainsi que Lenovo avait d'abord choisi le nom anglais Legend, au son proche de liánxiǎng (联想), le nom chinois de l'entreprise).

## Histoire
Tencent a été fondé par Ma Huateng et Zhang Zhidong en novembre 1998 sous le nom de Tencent Inc., avec de l’argent provenant de capital-risque. L’entreprise a perdu de l’argent lors de ses trois premiers exercices.
Le groupe de presse sud-africain Naspers a acheté 46 % de l’entreprise en 2001 (en 2010, il en détient encore 35 %). À la suite de poursuites judiciaires de la part d'ICQ, le produit de messagerie OICQ de Tencent change de nom pour devenir QQ. Tencent Holdings Ltd fut cotée sur le Hong Kong Stock Exchange le 16 juin 2004 et a rejoint le Hang Seng Index en 2008.
À l’origine, l’entreprise n’obtenait de ressources que via la publicité et les utilisateurs premium de QQ, qui paient un abonnement mensuel pour obtenir des fonctions supplémentaires. À partir de 2005, les frais pour l’utilisation de QQ mobile, son service pour téléphone mobile, et la mise sous licence de son logo (un manchot qui est devenu une icône et qu’on peut, par exemple, retrouver sur des produits alimentaires et des vêtements) sont aussi devenus générateurs de revenus. Plus récemment, Tencent a tiré profit de la vente d’objets virtuels.
Même si les services de Tencent ont inclus des jeux en ligne à partir de 2004, c’est aux alentours de 2007-2008 que son offre a rapidement augmenté via l’acquisition de licences de jeux sud-coréens. Au moins deux d’entre eux, CrossFire et Dungeon and Fighter, furent produits à l’origine pour Tencent par des développeurs de jeu vidéo sud-coréens, mais l’entreprise chinoise conçoit désormais ses propres jeux. Les jeux ont étendu la possibilité de ventes de biens virtuels.
En 2015, Tencent acquiert une participation de 15 % dans Glu Mobile pour 126 millions de dollars.
Le 3 février 2016, ESPN et Tencent annoncent un service de commentaires sportifs d'événements sportifs en mandarin pour les clients de Tencent en Chine. En juin 2016, Tencent annonce l'acquisition de la participation de SoftBank de 73,2 % dans Supercell pour 6,6 milliards de dollars.
En janvier 2017, Tencent acquiert 5 à 10 % du capital de Skydance Media pour environ 100 millions de dollars.
En 2017, sa capitalisation boursière devient l'une des dix plus importantes au monde et la plus importante d'Asie devant Alibaba. En novembre 2017, la société annonce avoir acquis 12 % du capital de Snap Inc (Snapchat).
En mai 2018, dans un contexte de censure de l'Internet chinois, 300 acteurs du web se regroupent en une fédération pour soutenir les « valeurs centrales du socialisme » et donc du Parti communiste au pouvoir. Robin Li (patron de Baidu), Jack Ma (patron d'Alibaba) et Pony Ma (patron de Tencent) en sont nommés vice-présidents.
En mars 2020, Tencent Holdings acquiert 10% du capital d'Universal Music Group à Vivendi, puis 10 % supplémentaires en décembre 2020, pour 3 milliards d'euros.
En septembre 2020, Tencent annonce l'acquisition de Sogou pour 3,5 milliards de dollars. Avant cette annonce Tencent détenait une participation de 39,2 % dans Sogou.
En juillet 2021, Tencent renonce à la fusion des sociétés de streaming DouYu et Huya, dont il est actionnaire minoritaire, contraint par les autorités chinoises. Cette fusion avait été annoncée en 2020 pour 5,3 milliards de dollars.
En décembre 2022, Tencent annonce la vente de sa participation dans Meituan, pour près de 23 milliards de dollars.
En décembre 2024, la multinationale chinoise acquiert la majorité du capital de Kuro Games (en), le développeur et éditeur du RPG en monde ouvert Wuthering Waves,.
En 2025, Tencent publie un générateur de modèles 3D IA, Hunyuan3D.

## Produits et services
Tencent offre un mélange de services ayant pour clients à la fois des consommateurs finaux et d’autres entreprises.

### QQ instant messenger
Lancé en février 1999, c’est le produit le plus connu de Tencent,. QQ est une des plateformes de messagerie instantanée les plus populaires de son marché intérieur,. Son service de messagerie instantanée est gratuit, mais un abonnement est nécessaire pour les fonctionnalités mobiles.

### QQ International
La première version en anglais de QQ est lancée en 2009. QQ International est disponible en 6 langues : anglais, français, allemand, espagnol, coréen et japonais. QQ international est compatible avec Windows XP, Vista, Mac OS X et iPhone.

### Foxmail
Foxmail est le client de messagerie produit par Tencent.

### iTQQ
Le premier « service de télévision interactive intelligent » de Chine et un projet porté avec TCL.

### Longhaier
Projet porté avec Globe7 HK Ltd, une filiale de l’entreprise indienne Northgate Technologies, Longhaier est un réseau social orienté vers les étudiants pour le marché chinois. Le site comprend des forums, des informations sur les campus, des jeux et d’autres applications Internet interactives ainsi que des informations sur les études à l’étranger, les offres d’emplois et les possibilités de bourses d’études.

### Jeux en ligne multijoueur
Tencent propose de nombreux jeux en ligne via son portail de jeux QQ Games (en). Tencent est aussi ancré parmi les géants du jeu vidéo en étant entre autres actionnaire majoritaire de Riot Games, Supercell et actionnaire à 40 % d'Epic Games, développeur du jeu Fortnite. Il a également pris le contrôle de Grinding Gear Games (en) en 2018. Bien qu'en 2019, Tencent n'ait pas acquis Bohemia Interactive à l'origine de la série des Arma et de DayZ entre autres (pour un montant de 260 millions de dollars) l'année 2021 voit bien l'acquisition d'une part seulement minoritaire de Bohemia Interactive.

### PaiPai.com
Lancé le 13 mars 2006, c’est un site d’enchères en ligne de consommateur à consommateur.

### QQLive
C’est une plateforme de distribution pair à pair pour du contenu multimédia streamé.

### QQ Show
Une plateforme sociale basée sur un avatar à la manière de Cyworld, le système d’avatars de QQ show permet l’achat de biens virtuels pour habiller l’avatar, qui peut aussi être utilisé dans QQ IM.

### QQ Player
En 2008, Tencent a publié un lecteur multimédia, disponible gratuitement au téléchargement sous le nom de QQ Player.

### Qzone
Un service de réseau social, le plus important de Chine en 2008.

### SOSO
Lancé en mars 2006, ce moteur de recherche a un nom qui ressemble à "搜搜", ou "search search" en Chinois. C’était un partenaire chinois de Google, utilisant AdWords.

### Tencent Traveler
Abrégé "TT", ce navigateur Web développé par Tencent est basé sur le moteur Trident et devint le troisième navigateur le plus utilisé en Chine.

### Tencent Weibo
Un service de microblogging Chinois, Tencent Weibo est en concurrence avec Sina Weibo.

### TenPay
Système de paiement similaire à PayPal, il autorise les paiements d’entreprise à entreprise, de consommateur à entreprise et de consommateur à consommateur. Dans certaines villes chinoises, les citoyens peuvent utiliser TenPay pour payer leurs factures de gaz et d’électricité ou recharger leurs cartes de transport public. Des cartes de crédit co-brandées sont disponibles et les factures de cartes de crédit peuvent également être payées en utilisant ce service. Le rechargement d'un compte TenPay hors ligne est possible, l’entreprise envoyant des employés collecter l’argent en personne.

### WeChat
WeChat ou weixin (chinois : 微信 ; pinyin : wēixìn) est une application mobile de messagerie textuelle et vocale. L'application est très populaire en Chine, en effet, en octobre 2013 elle compte 600 millions de membres à travers le monde,. En 2018, le réseau social WeChat atteint 960 millions d'utilisateurs actifs par mois.

### Objets virtuels
Tencent vend des objets virtuels pour utilisation dans leurs jeux en ligne massivement multijoueur, clients de messagerie instantanée, réseaux sociaux et téléphones portables. Les revenus provenant de la vente d’objets virtuels ont constitué une large proportion des revenus de Tencent en 2009. De plus, la catégorie des jeux conçus par Tencent devrait rencontrer une popularité croissante les prochaines années.
La devise en ligne de Tencent, les Q Coins, peut être utilisée pour acheter des biens virtuels. Ceux-ci vont du décalé, comme les animaux de compagnie virtuels, les vêtements, bijouterie et cosmétiques virtuels nécessaires à la personnalisation d’un avatar sur un jeu en ligne, au plus banal, comme de l’espace de stockage, des fonds d’écran, des albums photos plus grands et des sonneries téléphoniques.

## Filiales
Tencent possède au moins quatre filiales entièrement détenues et presque 20 filiales en tout.

### Tencent Pictures
Une société de production ayant notamment participé aux films Warcraft : Le Commencement, Kong: Skull Island, MIB International et Wonder Woman.

### Tencent Technology (Shenzhen) Co Ltd
Une entreprise de développement logiciel qui a créé, entre autres, Tencent Traveler et les dernières versions de QQ IM, ainsi que des applications mobiles. Cette filiale est située dans le district Sud du Hi-Tech Park de Shenzhen. Elle possède aussi de nombreux brevets liés à la messagerie instantanée et aux jeux en ligne massivement multijoueur.

## Emplacements
Les quartiers généraux de Tencent sont situés dans la Tencent Tower (腾讯大厦 Téngxùn Dàshà) du District Sud de Hi-techPark (新科技园 Xīn Kējì Yuán) dans le District de Nanshan, à Shenzhen,. Les autres sites incluent un complexe de 48 000 mètres carrés hébergeant un site de recherche et développement dans la Zone de développement hi-tech de Chengdu, un centre de données et de R&D dans le Parc industriel de sous-traitance de services Binhai de Tianjin qui doit être terminé pour juin 2013, et quelque 17 646 mètres carrés de bureaux à Shanghai achetés via une filiale, Tencent Cyber (Tianjin), situés dans la Zone communautaire de services technologiques modernes de Shanghai.
Tencent Holdings Ltd est incorporée sur les Îles Caïmans.

## Actionnaires
Liste de principaux actionnaires au 14 novembre 2019 :
| Naspers Limited                                  | 31,0 % |
| Ma Huateng                                       | 8,58 % |
| The Vanguard Group                               | 2,31 % |
| BlackRock Fund Advisors                          | 1,90 % |
| Capital Research & Management (World Investors)  | 1,80 % |
| Fidelity Management & Research                   | 1,09 % |
| T. Rowe Price Associates (Investment Management) | 1,02 % |
| Baillie Gifford                                  | 0,95 % |
| Temasek Holdings (Investment Management)         | 0,90 % |
| Norges Bank Investment Management                | 0,82 % |

## Revendications de propriété intellectuelle
Beaucoup de logiciels et services de Tencent sont remarquablement similaires à ceux de ses concurrents. Le fondateur et président, Huateng "Pony Ma" Ma, a dit que « copier n’est pas mal. » Les concurrents ont été prompts à l’attaquer à ce sujet. Un ancien PDG de Sina.com, Wang Zhidong, a déclaré que « Pony Ma a la réputation d’être le roi de la copie ». Jack Ma d’Alibaba Group a lui déclaré : « Le problème de Tencent est qu’ils ne font aucune innovation. Tout n’est que copie. »
En 2009, l’entreprise possédait toutefois 400 brevets.